# 福岡宗也
福岡 宗也（ふくおか そうや、1932年10月17日 - 2000年4月11日）は、日本の政治家。衆議院議員（1期）。

## 人物
- 愛知県立旭丘高等学校を経て、明治大学法学部卒業。
- 1956年（昭和31年） - 司法試験合格
- 1959年（昭和34年） - 名古屋弁護士会登録
- 1981年（昭和56年） - 名古屋弁護士会会長・日本弁護士連合会副会長（1982年まで）
- 1990年（平成2年） - 日本弁護士連合会業務対策委員会委員長
- 1996年（平成8年） - 第41回衆議院議員総選挙比例東海ブロック初当選（新進党）
- 1998年（平成10年）1月 - 新党友愛に参加。
- 5月 - 民主党に参加。
- 2000年（平成12年）4月 - 肺炎のため、11日に愛知県名古屋市天白区の名古屋記念病院で死去した。67歳没。死没日付をもって正五位勲三等に叙され、瑞宝章を追贈された[3][4]。葬儀委員長は伊藤英成が務めた。
  - 5月11日 - 衆議院本会議で追悼演説が杉浦正健により行われた。

## 家族
- 義母 - 平田ヒデ（元日本社会党衆議院議員）
- 娘 - 福岡理恵子（一橋大学留学生センター非常勤講師）